# Ramon Pallejà i Vendrell

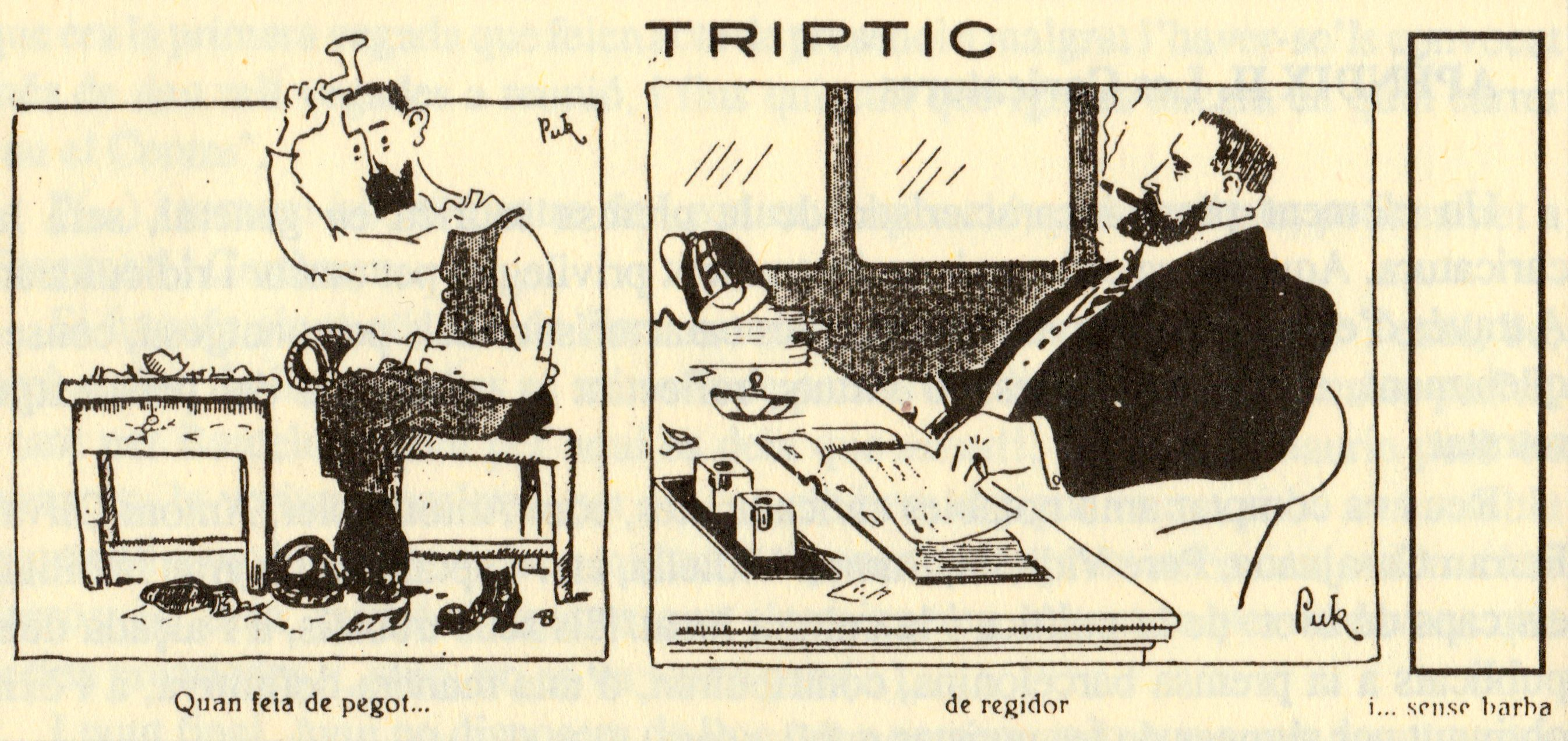
Caricatura de Ramon Pallejà Vendrell publicada a Les Pessigolles el 18-XII-1920

Ramon Pallejà i Vendrell (Reus, Baix Camp, 1864 - València, 1939) va ser un escriptor i polític català, germà de Ricard Pallejà.
Era sabater d'ofici. Afí al republicanisme, s'afilià al Partit Possibilista el 1882. El 1884 va ser un dels signants del manifest fundacional de l'Associació Catalanista de Reus. Participa en la Unió Republicana de 1903 i s'afilià al Partido Reformista. Va ocupar escons municipals des de l'any 1895, des d'on criticava els governs conservadors. Va ser cronista municipal. Potencià la creació de l'Escola Municipal d'Arts i Indústries, que més endavant seria l'Escola del Treball. El 1922 va ser un dels fundadors de l'Associació de la Premsa de Reus. Va publicar Crònica de Reus 1868-1873: memòries d'un septuagenari l'any 1935, on fa una interessant descripció del període democràtic que va portar la revolució de 1868. Col·laborà al periòdic reusenc Las Circunstancias. Segons Josep Olesti, va ser detingut el 1939 tot i no haver comès cap "crim de sang", sinó per defensar la llibertat i la democràcia, i enviat a una presó valenciana (potser a Sant Miquel dels Reis), malgrat la seva avançada edat i el seu estat de salut. El director de la presó va permetre l'entrada de la seva dona per veure el moribund, que va acabar la vida entre els seus braços.
La Biblioteca de Catalunya (i també l'Enciclopèdia Catalana) donen com a data de la seva mort el 1950, sense que se'n sàpiguen els motius.